# 너지쾨뢰시구

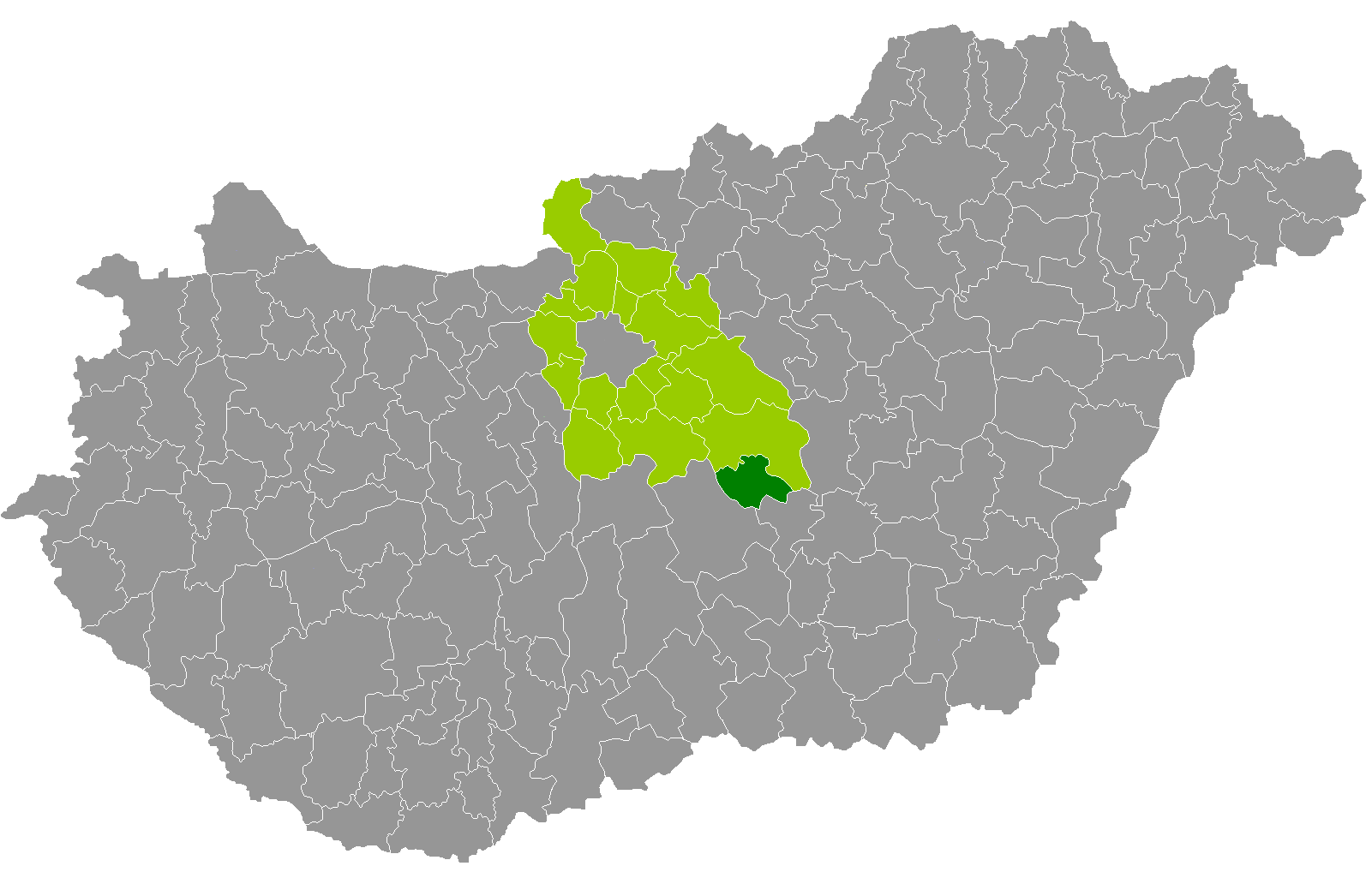
페슈트주 지도에 표시된 너지쾨뢰시구의 위치

너지쾨뢰시구(헝가리어: Nagykőrösi járás)는 헝가리 페슈트주에 위치한 구로 구청 소재지는 너지쾨뢰시이며 면적은 349.25km2, 인구는 27,977명(2011년 기준), 인구 밀도는 80명/km2이다.
북쪽으로는 체글레드구, 남동쪽으로는 바치키슈쿤주 티서케치케구, 남서쪽으로는 바치키슈쿤주 케치케메트구와 접한다. 3개 지방 자치체(1개 시, 2개 마을)를 관할한다.

구 문장